# IK Rommehed
IK Rommehed var en ishockeyklubb från Borlänge som bildades 1965. Laget spelade tre säsonger i Division I: 1978/1979, 1979/1980 och 1980/1981 innan gick samman med Borlänge HC och bildade HC Dobel.